# Ophiomaria
Ophiomaria is een geslacht van slangsterren uit de familie Ophiolepididae.

## Soorten
- Ophiomaria rugosa A.H. Clark, 1916
- Ophiomaria tenella A.H. Clark, 1916